# Французская Западная Африка
Французская Западная Африка (фр. Afrique Occidentale Française) — колониальное владение Франции на северо-западе Африки в 1895—1958. В состав Французской Западной Африки входили Берег Слоновой Кости (Кот-д’Ивуар), Верхняя Вольта (Буркина-Фасо), Французская Гвинея (до образования ФЗА — колония Ривьер-дю-Сюд), Дагомея (Бенин) с 1899), Мавритания (с 1904), Нигер, Сенегал, Французский Судан (Мали). Столица (резиденция губернатора) — Сен-Луи, затем Дакар (оба города — в Сенегале), Того (Тоголенд).

## История
Когда Франция в 1880—1890-х годах приняла участие в гонке за Африку, то захватила большие территории в глубине континента, и поначалу управляла ими либо как частью колонии Сенегал, либо как независимыми единицами. Обычно этими захваченными участками управляли военные офицеры, и на картах они помечались как «Военные территории». В 1890-х французское правительство начало брать под контроль этих «местных хозяев», и все территории к западу от Габона были переданы под начало единого губернатора, который размещался в Сенегале и подчинялся непосредственно Министру заморских территорий. 16 июня 1895 года был назначен первый Генерал-губернатор Сенегала с резиденцией в Сен-Луи. В 1902 году столица колонии была перенесена в Дакар, а с 1904 года колония стала официально называться «Французская Западная Африка» (фр. Afrique-Occidentale française). После образования в 1910 году колонии «Французская Экваториальная Африка» граница между ними прошла по линии современной границы между Нигером и Чадом.

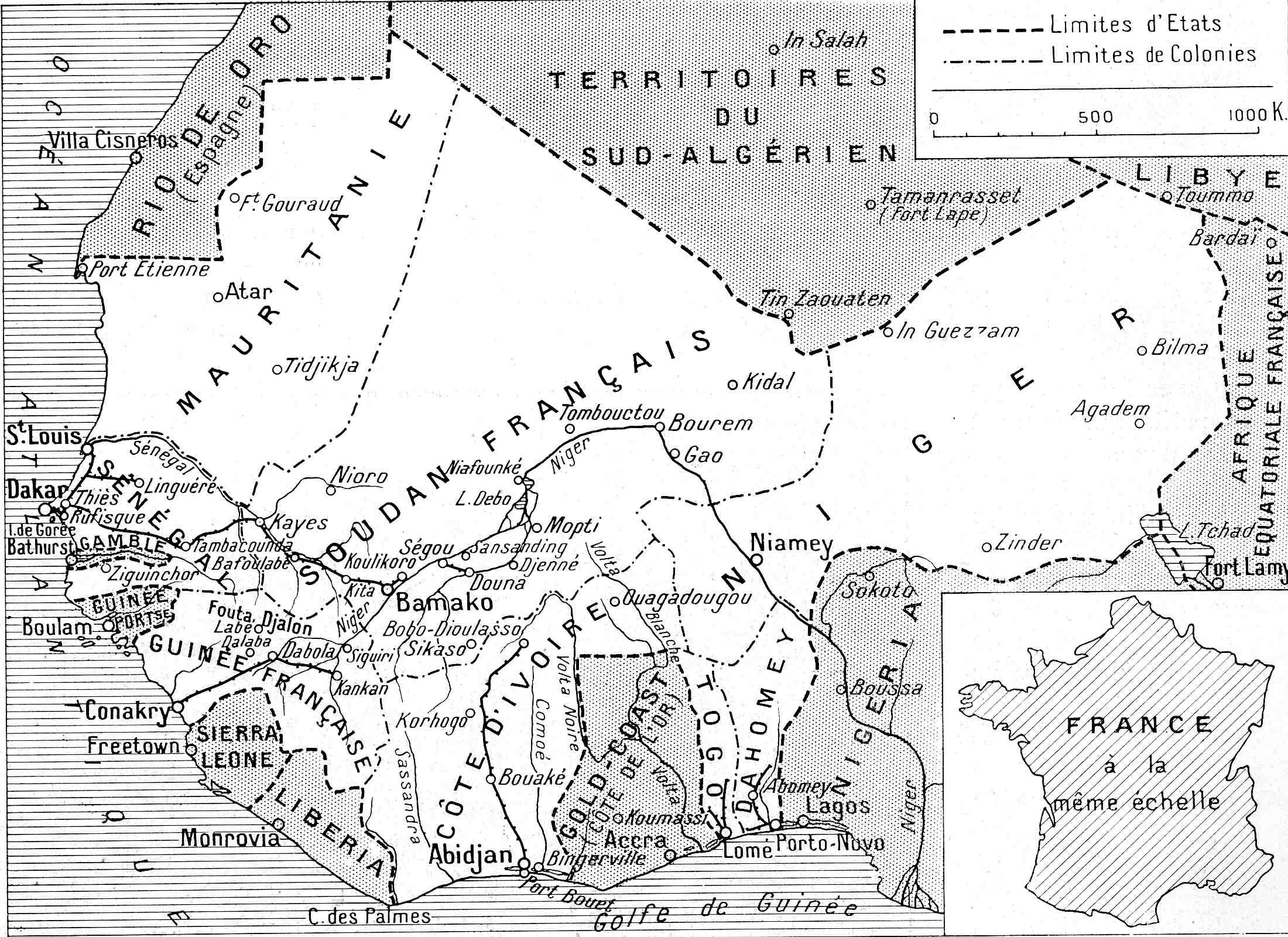
Французская Западная Африка в 1936 году

Браззавильская конференция 1944 года стала первым шагом на пути деколонизации Французской Африки. После Второй мировой войны Четвёртая французская республика начала расширять политические права своих колоний, Французская Западная Африка вошла во Французский Союз. В 1946 году аборигены африканских колоний получили ограниченные гражданские права. В 1956 году были избраны Территориальные ассамблеи, обладающие лишь консультационными полномочиями.
Когда в 1958 году образовалась Пятая французская республика, Французский Союз был преобразован во Французское сообщество, и Французская Западная Африка формально прекратила своё существование. На входивших в её состав территориях были проведены референдумы, и колонии проголосовали за вхождение в новую структуру — за исключением Гвинеи, которая проголосовала за независимость.
Бывшие территории Французской Западной Африки, вошедшие в состав Французского сообщества, были переименованы в «протектораты», а консультативные территориальные ассамблеи — в Национальные ассамблеи. Назначаемый Францией губернатор теперь назывался «верховный комиссар», и являлся главой государства на соответствующей территории. Ассамблея могла избрать африканца в качестве главы правительства, который становился советником главы государства.
В результате проигрыша войны в Индокитае и роста напряжённости в Алжире в конституцию Франции были внесены изменения, позволившие членам Французского сообщества самостоятельно изменять свои Конституции. В 1960 году из территорий Сенегала и Французского Судана образовалась Федерация Мали, а из Кот-д’Ивуар, Нигера, Верхней Вольты и Дагомеи — Сахельско-Бенинский союз.

## Администрация
Каждая из колоний, входивших в состав Французской Западной Африки, управлялась лейтенант-губернатором, подотчётным генерал-губернатору в Дакаре. Генерал-губернатор подчинялся напрямую Министру заморских территорий. Как генерал-губернатор, так и лейтенант-губернаторы назначались министром заморских территорий с последующим утверждением Национальным собранием.

### Генерал-губернаторы
- 1895—1900 Жан-Батист Шоди[фр.]
- 1900—1902 Ноэль-Виктор Байе[фр.]
- 1902—1902 Пьер Капе[фр.]
- 1902—1907 Эрнест Руме[фр.]
- 1908—1915 Амедей Мерло-Понти[фр.]
- 1916—1916 Мари-Франсуа Клозель[фр.]
- 1917—1918 Йост ван Волленховен[фр.]
- 1918—1919 Габриэль Луи Ангульван[фр.]
- 1919—1919 Огюст Брюне[фр.]
- 1919—1923 Марсиаль Мерлен[фр.]
- 1923—1930 Жюль-Гастон Карде[фр.]
- 1930—1936 Жозеф Жюль Бреви[фр.]
- 1936—1938 Жюль Марсель де Коппе[фр.]
- 1938—1938 Леон Гейсмар[фр.]
- 1938—1939 Пьер-Франсуа Буассон[фр.]
- 1939—1940 Леон Кайла[фр.]
- 1940—1943 Пьер-Франсуа Буассон[фр.]
- 1943—1946 Пьер Шарль Курнари[фр.]
- 1946—1948 Рене Барт[фр.]
- 1948—1951 Поль Бешар[фр.]
- 1951—1951 Поль Шове[фр.]
- 1952—1956 Бернар Корню-Жантиль[фр.]
- 1956—1958 Гастон Кюзен[фр.]
- 1958—1959 Пьер-Огюст Месмер (верховный комиссар)